# Barbara Schober (Künstlerin)

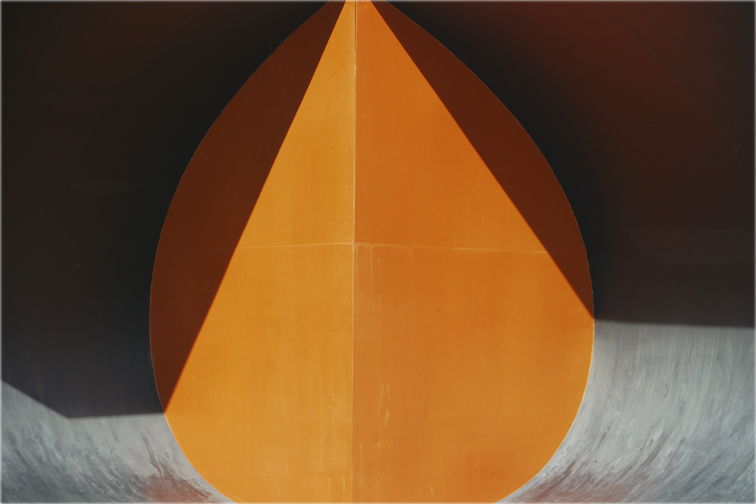
KunstVisite Burri – Fotoarbeit

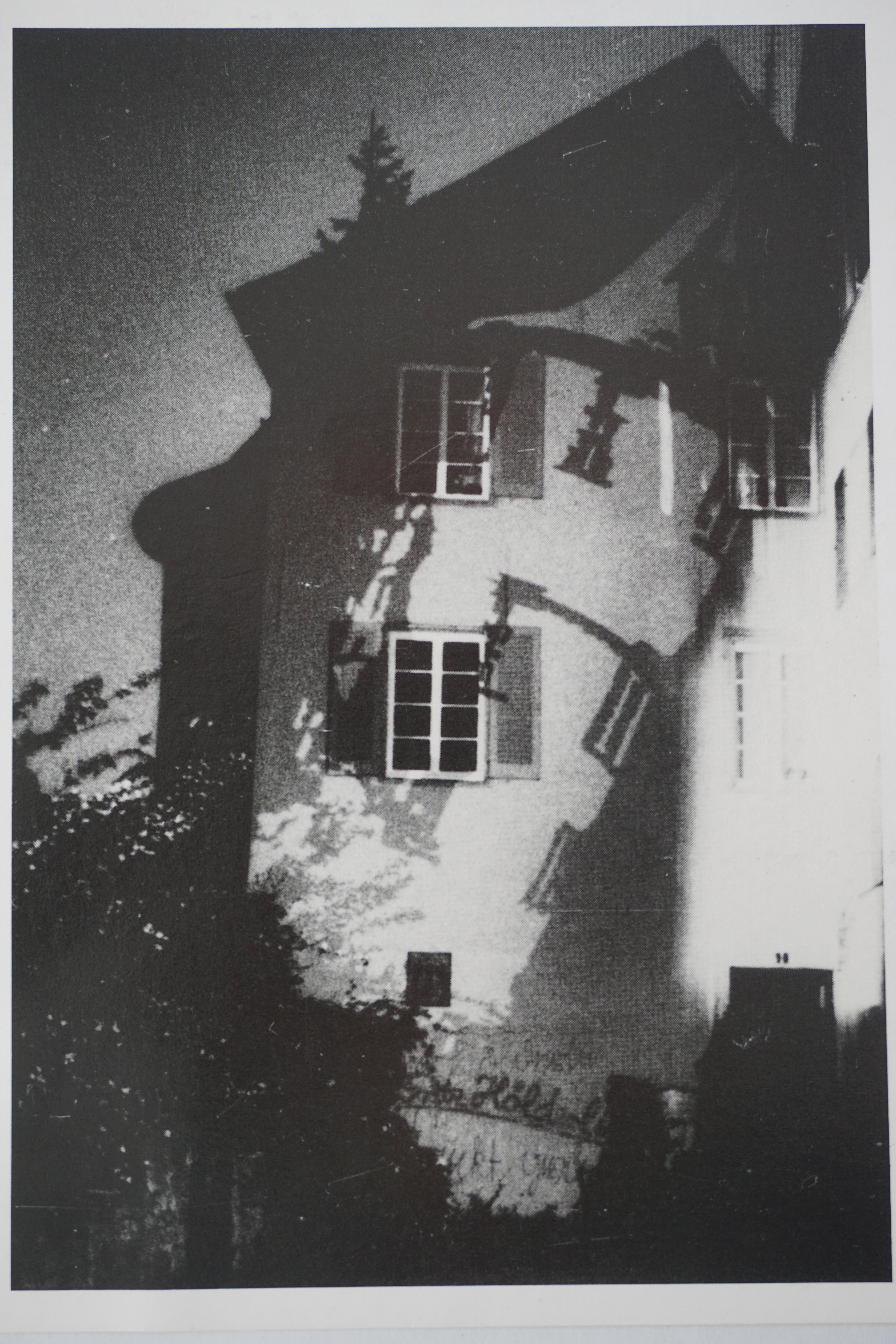
„Verrücken“ – Hölderlinturm. Skulpturenprojekt Tübingen 1991, Postkarte des Kulturamt Tübingen

Barbara Schober (* 23. August 1958 in Stuttgart) ist eine deutsche Bildende Künstlerin.

## Leben
Barbara Schober studierte an der Staatlichen Akademie der Bildenden Künste in Stuttgart u. a. Intermediales Gestalten bei Sotirios Michou und Moritz Baumgartl. Ihre Abschlussarbeit verfasste Schober zum Thema „Imaginäres Museum“. Sie studierte außerdem Medienpraxis am Institut für Medienwissenschaft der Eberhard Karls Universität Tübingen. Die Künstlerin lebt in Bodelshausen (Landkreis Tübingen) und hat dort ihren Atelier- und Ausstellungsraum.

## Werk
Das künstlerische Werk Schobers umfasst ein breites mediales Spektrum. Die „Internet Awareness“ spielt dabei eine große Rolle. Mit alten handwerklichen Techniken und materialtechnischen Experimenten setzt sie einen Kontrapunkt zur alles umfassenden digitalen Welt. Die Künstlerin bedient sich der Fotografie, Film- und Videostills, sie erstellt digitale oder analoge Collagen, scannt diese teilweise wieder, übermalt oder klebt Elemente auf. Die im Arbeitsprozess gewollt oder zufällig entstandenen Strukturen integriert sie an anderer Stelle neu. Zentrales Thema im Werk Schobers ist das Spiel mit Ansicht und Perspektive, das die Position des Betrachters immer wieder aufs Neue in Frage stellt. Das Spontane, Zufällige, die „gefundene Malerei“ spielt dabei eine ebenso große Rolle wie der persönliche Bezug der Künstlerin zum Objekt oder Thema. Ihr Interesse gilt den Zwischenbereichen, Schwebezuständen und „kritischen Punkten“ in Fotografie, Skulptur, Film und Malerei.

## Ausstellungen und Projekte (Auswahl)

### International
- „Boundaries“, Museum of Modern Art, Oxford (1990): Internationale Ausschreibung „Oxford Photography“, kuratiert u. a. von Trevor Ashby[3]
- „Menas Be Sienų. Art Without Borders“, Städtische Galerien von Šiauliai und Panevėžys[4], Litauen (1992): Gemeinsam mit litauischen und dänischen Künstlern in den städtischen Galerien von Šiauliai und Panevėžys. Es handelt sich dabei um das erste von Künstlern selbst organisierte internationale Austauschprojekt in Litauen. Zuvor – während der Sowjetzeit – waren nur staatlich organisierte Ausstellungen möglich.
- „NowHere“, Louisiana Museum of Modern Art, Humlebaek, Dänemark[5], (1996): Als Gasteditorin gemeinsam mit Bettina Lehmann des Fanzine-Projekts „Network Orange“ für Sektion der Kuratorin Ute Meta Bauer: „Through the summer of 1996, Louisiana will show NowHere, a large-scale presentation of international contemporary art. The exhibition is organized in collaboration with four guest curators: Ute Meta Bauer, Iwona Blazwick, Laura Cottingham and Bruce Ferguson…The exhibition will … reflect some of the most interesting approaches to art among contemporary artists and curators“[6]
- „Durban meets Stuttgart. Stuttgart meets Durban“, Kulturaustausch, Deutschland/Südafrika[7], (1997): Projekt des Verbandes Bildender Künstler, u. a. mit Ingrid Hartlieb und Wolfgang Thiel
- SEA(S) International Conference (Ausstellungsbeteiligung), kuratiert von Haytham Nawar, Ionion Art Center, Kefalonia, Griechenland (2018)
- Society of Women Artists (SWA) 157. Jahresausstellung (Ausstellungsbeteiligung), Mall Galleries London, Private View mit HRH Princess Michael of Kent Marie Christine von Reibnitz, kuratiert von The Arts Society (2018)
- Biennale d’Arte Contemporanea, Terza Edizione: ausgewählt für die Teilnahme an der Kunstbiennale, Salerno, Italien (2018)
- „Herland - In Search of a Female Utopia“, Gruppenausstellung, kuratiert von Freya Black, Women’s Library Sydney, Australien (2019)
- Jury-Auswahl für die Teilnahme an der Biennale Larnaca, Zypern, Kuratorin Yev Kravt[8], Pierides-Museum (Larnaka), Larnaca (2023)[9]
- Artist Talk Kunstzentrum An Lantair, Stornoway, Isle of Lewis, Äußere Hebriden, Schottland[10]
- Jury-Auswahl für die "Arctic Circle Art & Science Residency", Spitzbergen, Norwegen (2024)[11]

### National
- „Apropos Les Demoiselles d'Ameublement – für Eric Satie“, Bühnenprojekt und Performance-Reihe (Beteiligung), Staatliche Akademie der Bildenden Künste Stuttgart (1987), unter der Leitung von Sotirios Michou
- Galerie am Chamissoplatz, Berlin (1987), Karikaturen Ausstellung (Teilnahme)
- Kuratierte Jahresausstellungen der Mitglieder, Württembergischer Kunstverein, Stuttgart (1987–1992)

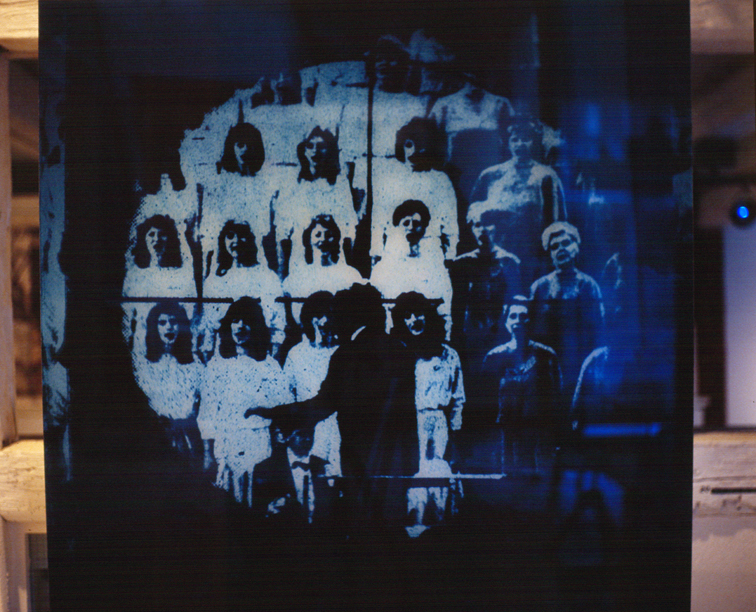
Plexiglasarbeit: Auf mein Zeichen, schießen Sie auf den Dirigenten! (Ausstellungsansicht Künstlerhaus)

- „Ein Video-Tag im Mai“, Wettbewerb Video-Festival Europa (1988), Sat1, Jurymitglied.[12]Plexiglasarbeit: Auf mein Zeichen, schießen Sie auf den Dirigenten! (Ausstellungsansicht Künstlerhaus)„Die Hallen – Rottenburgs Bauhaus“, Ausstellungen und Aktionen der Ateliergemeinschaft (1990), Rottenburg[13]

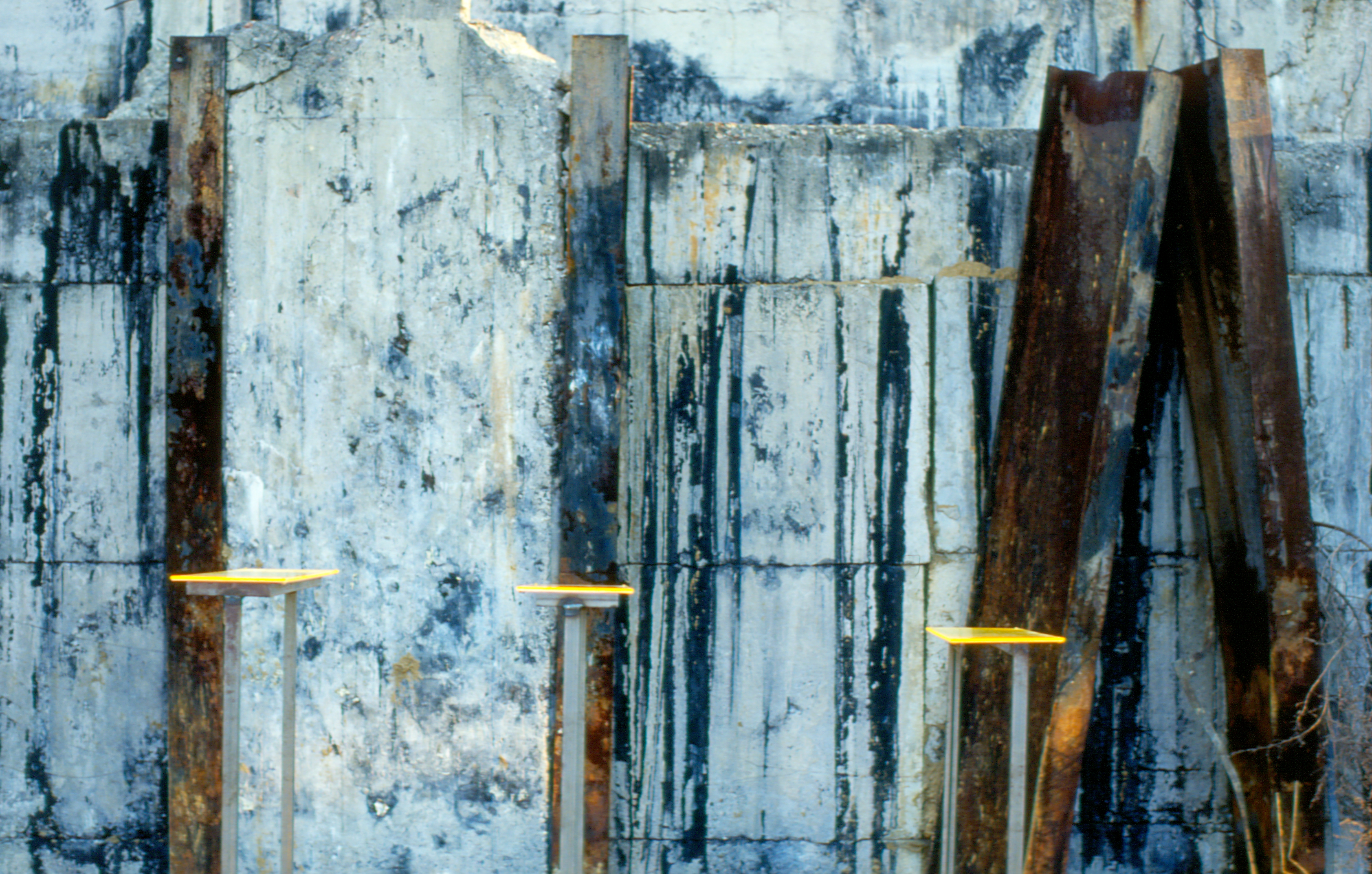
Foto-Installation, Die Hallen, Rottenburg

- Skulpturenprojekt Tübingen, Kunst im öffentlichen Raum (1991)Foto-Installation, Die Hallen, Rottenburg„Media Save Art“, UNESCO-Wettbewerb, Projektbeteiligung, Auszeichnung für Daimler-Benz AG (Preisträger), Rom/Troja
- „Auf mein Zeichen, schießen Sie auf den Dirigenten!“ (1992), (Einzelausstellung) Künstlerhaus Stuttgart, Foyer Druckwerkstätten
- „Ich kann eine Fledermaus mit einem Eierlöffel töten“[14] (1993), Galerie in der Zehntscheuer (Einzelausstellung), Möglingen
- Filmwinter Stuttgart, Foto-Aktionen und Internetcafe (1995/96), Einladung durch Ulrich Wegenast
- Ideenwettbewerb, Festspielgelände Dresden-Hellerau (1997), mit Architekturbüro Bizer, Interviewreihe u. a. mit Werner Schretzmeier und Dr. Helmut Volkmann
- „Kunst Regensburg“[15], Ideenwettbewerb (1997/98), Lärmschutzwand, Burgweinting, mit Architekturbüro Bizer
- Multi-Media-Performance (1998), Frauenmuseum Bonn[16]
- Ausstellung im Forum[17] (Einzelausstellung) und Offenes Atelier[18] (2015), Bodelshausen
- ARTe Sindelfingen E22 (2018), Sindelfingen, Messe
- Kunstschimmer (2018), Ulm, Messe
- 68. Bayreuther Kunstausstellung (2018), Gruppenausstellung des Kunstverein Bayreuth e.V., Eremitage, Westflügel Neues Schloss, Bayreuth
- Berlin Art Week (Beteiligung), LDX Artodrome Gallery (2018)
- „function_anomy“ mit Artist-in-Residence-Projekt in Paduli/Neapel, Jury: Prof. Karlheinz Lüdeking (UdK), Dr. Cornelia Gerner (Museum Reinickendorf), Rathaus Reinickendorf, Berlin (2019)
- „function_anomy“ (Gruppenausstellung) by Intermission Collective, Galerie Axel Obiger, Berlin (2020)[19]
- „Air Berlin“ (Gruppenausstellung) by Intermission Collective, Villa Heike, Berlin (2020)
- Moonshots, Einzelausstellung, Kunstforum Waldkirch (Georg-Scholz-Haus), (2022)[20]
- Ausgewählt für die C.A.R. Photo/Media ART TALENTS (Shortlist), Zeche Zollverein, Essen (2023)[21]
- Einzelausstellung, Palais Walderdorff, Trier, Germany (2023)[22]
- Teilnahme an der Kunstwoche für "Klima & Environment", GEDOK Karlsruhe (2023)[23]

## Kunstvermittlung
- Social Media Analog – Internationales Austauschprojekt „Shooting Back“ (1995/96): In der Film- und Medienwerkstatt „Filmriss“, die in Stuttgart mit Jugendlichen an sozialen Brennpunkten arbeitete, war Barbara Schober verantwortlich für das internationale Fotografie- und Austauschprojekt „Shooting Back“, das sich auf Theorie und Praxis der Sozialen Plastik bezieht. Konkrete Vorbilder waren die Künstlergruppe Tim Rollins and K.O.S. sowie Rita Fecher[24] und ihre Kunstklasse an der Washington Irving Highschool in NYC. Interview-Reihen[25] dokumentieren die Gemeinsamkeiten von KOS, Fecher, und „Shooting Back“. Weitere Hintergründe und wissenschaftliche Bezüge finden sich hierzu in der Buchveröffentlichung „Fotografie als GegenKulturgut“. Kooperationspartner des Projekts waren u. a. „Shooting Back“ Inc. Media Center, Washington D.C./Minneapolis, Celina Lunsford/Fotografie Forum Frankfurt, Martin Kilgus der SDR Auslandsredaktion (heute: SWR International), Medienzentrum der deutschsprachigen Gemeinschaft, Eupen/Belgien, Photographers Gallery, Education Office, London. Das Projekt wurde u. a. unterstützt durch: Jugendstiftung Baden-Württemberg, Kommission der Europäischen Gemeinschaft und das Bundesfamilienministerium.
- TV-Film Essay „Chaosordnung“ (1992/93), SWF, Regie: Dietrich Mahlow: Für die TV-Produktion „Chaosordnung“ übernahm Barbara Schober die künstlerisch-wissenschaftliche Fachberatung sowie die Regie-Assistenz bei Dreh und Schnitt. Bei diesem Film-Essay handelt es sich um eine Collage mit Ausschnitten aus künstlerischen Filmbeiträgen (u. a. von Tadeusz Kantor und John Cage), Interviews und Ansichten einer Ausstellung im Wilhelm-Hack-Museum in Ludwigshafen, die ebenfalls den Zusammenhang von Kunst und Chaosforschung zum Thema hatte. Beteiligte Künstler waren u. a. Max Bill, Oswald Mathias Ungers, Alfonso Hüppi, Helge Leiberg, Carlfriedrich Claus, Georg Nees, Jack Ox, Franz Mon.
- Seminarleitung „Video-Skulptur“, Universität Tübingen (1990–1992), Medienkunstfest Tübingen: Im Rahmen des Modellversuchs „Künstler an Hochschulen“ leitete Barbara Schober gemeinsam mit Andreas Zeger ein Seminar zum Thema „Video-Skulptur“. Daraus entwickelte sich die Initiative „Medienkunstfest“. Bei der Veranstaltung wurden internationale Filmproduktionen aus dem Bereich der experimentellen Kunst gezeigt (u. a. Step Across the Border, Der Lauf der Dinge von Fischli/Weiss, Laurie Anderson on Stage). Es waren zudem überregional bekannte Künstler vertreten, darunter Else Gabriel, Gerd Wiedmaier[26] und Klaus Illi.

## Preise und Ankäufe
- 1987: Ideenwettbewerb „Wallberg“[27], Ankauf der Stadt Pforzheim
- 1990: Ankauf Ministerium für Wissenschaft, Forschung und Kunst Baden-Württemberg
- 1991: „Verrücken“ Hölderlinturm, Ankauf Skulpturenprojekt Tübingen[28]
- 1995: Ankauf Skulpturenwettbewerb Chemnitz
- 2002: Georg von Holtzbrinck-Preis für Wirtschaftspublizistik (Nominierung), Projekt „Machina X – Fabrik der Zukunft“[29] (mit u. a. Jaron Lanier und Stanislaw Lem)
- 2002: Prix Europa, Internet Exploration Award, Projekt „Machina X – Fabrik der Zukunft“, SWR3 und ARD-online (Nominierung)
- 2002: Prix Italia, Kategorie Digitale Kommunikation (Nominierung)
- 2018: Donau-Kunstpreis (3. Platz)
- 2018: Preis der Biennale für zeitgenössische Kunst (Biennale d’Arte Contemporanea, Salerno, Italien) für Malerei (3. Platz)
- 2022. Stipendium für "ART INTERVENTIONS" (ART in Public Space, gefördert von der Stadt Stuttgart), Akademie X, Karima Klasen[30]
- 2024: Zweiter Preis, Kunstwettbewerb "icanmake.art Pacification", kuratiert von Simon Rubin, Hongkong[31]

## Publikationen
- function.anomy, 2019, Hrsg.: Bezirksamt Reinickendorf, Abteilung Bauen, Bildung und Kultur, Fachbereich Kunst und Geschichte.
- 69. Bayreuther Kunstausstellung, 2019, Hrsg.: Kunstverein Bayreuth e.V.
- 68. Bayreuther Kunstausstellung, 2018, Hrsg.: Kunstverein Bayreuth e.V.
- Fotografie als GegenKULTURgut, Schober/Harten-Preiss, 1996, agenda zeitlupe, agenda Verlag Münster (ISBN 3-929440-75-X)
- Shooting Back, Schober/Harten-Preiss, 1996, in: Kunst und Unterricht, Sonderheft Fotografie
- Schule des Sehens, Schober/Pehle, 1989, in: Video 06/89